# Lista dos viscondes de Limoges

Brasão histórico dos viscondes de Limoges: de or à trois lions de azur, armés e lampassés de gueules - três leões azuis sobre o escudo de ourol

O Viscondato de Limoges era dependente do ducado da Aquitânia e se estendia do sul ao norte da Haute-Vienne, ao norte de Dordogne, Mareuil, Saint-Jean-de-Côle, Thiviers, Nontron, Auberoche, Hautefort, Condat-sur-Vézère e Payzac (sendo Excideuil, um de seus principais castelos), e a oeste de Corrèze (Masseret, Salon, Pompadour, Ayen e Yssandon - sendo que Ségur foi a sua principal residência a partir do século XV)

## Primeiros viscondes

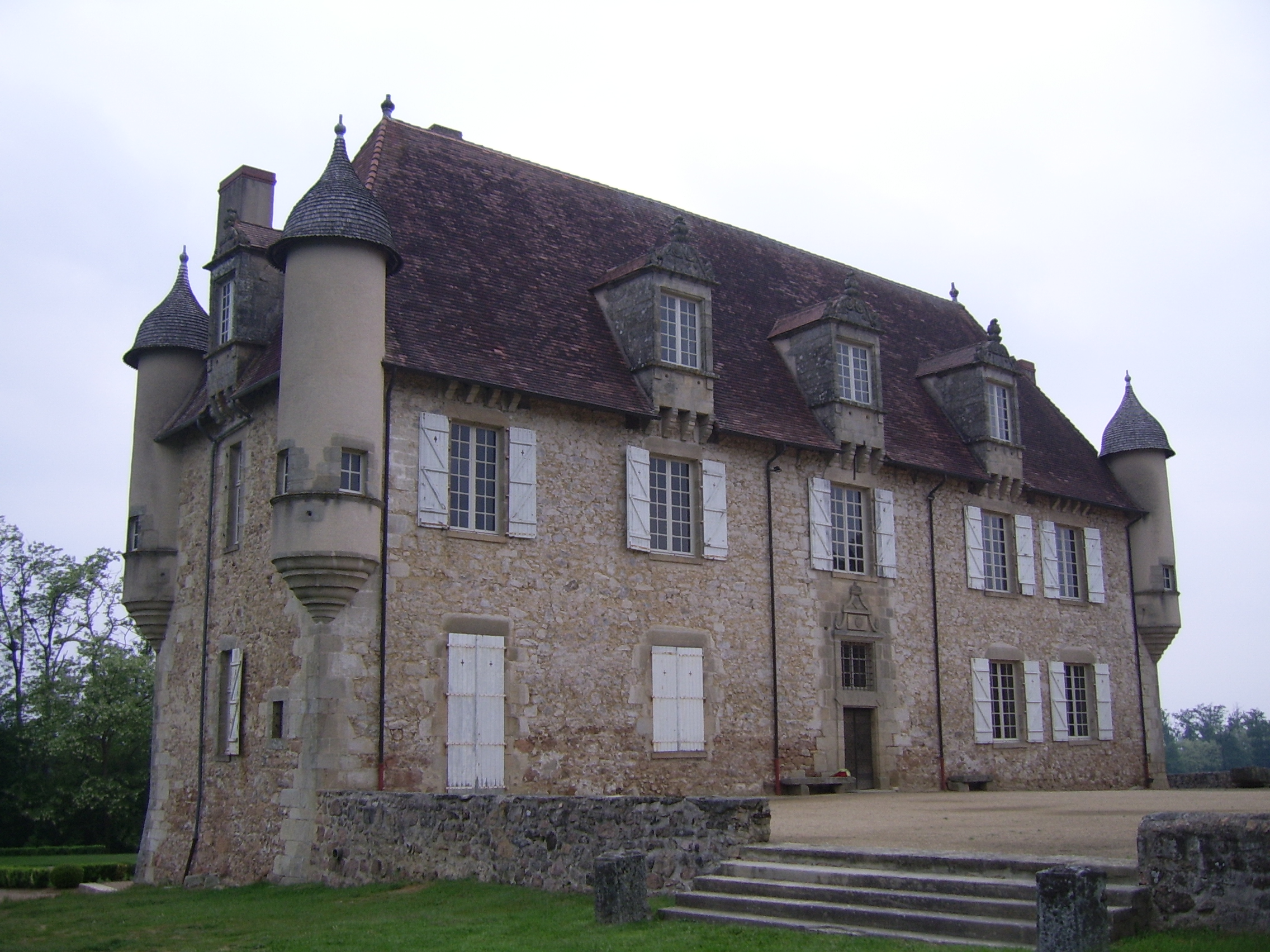
Castelo de La Borie em Solignac

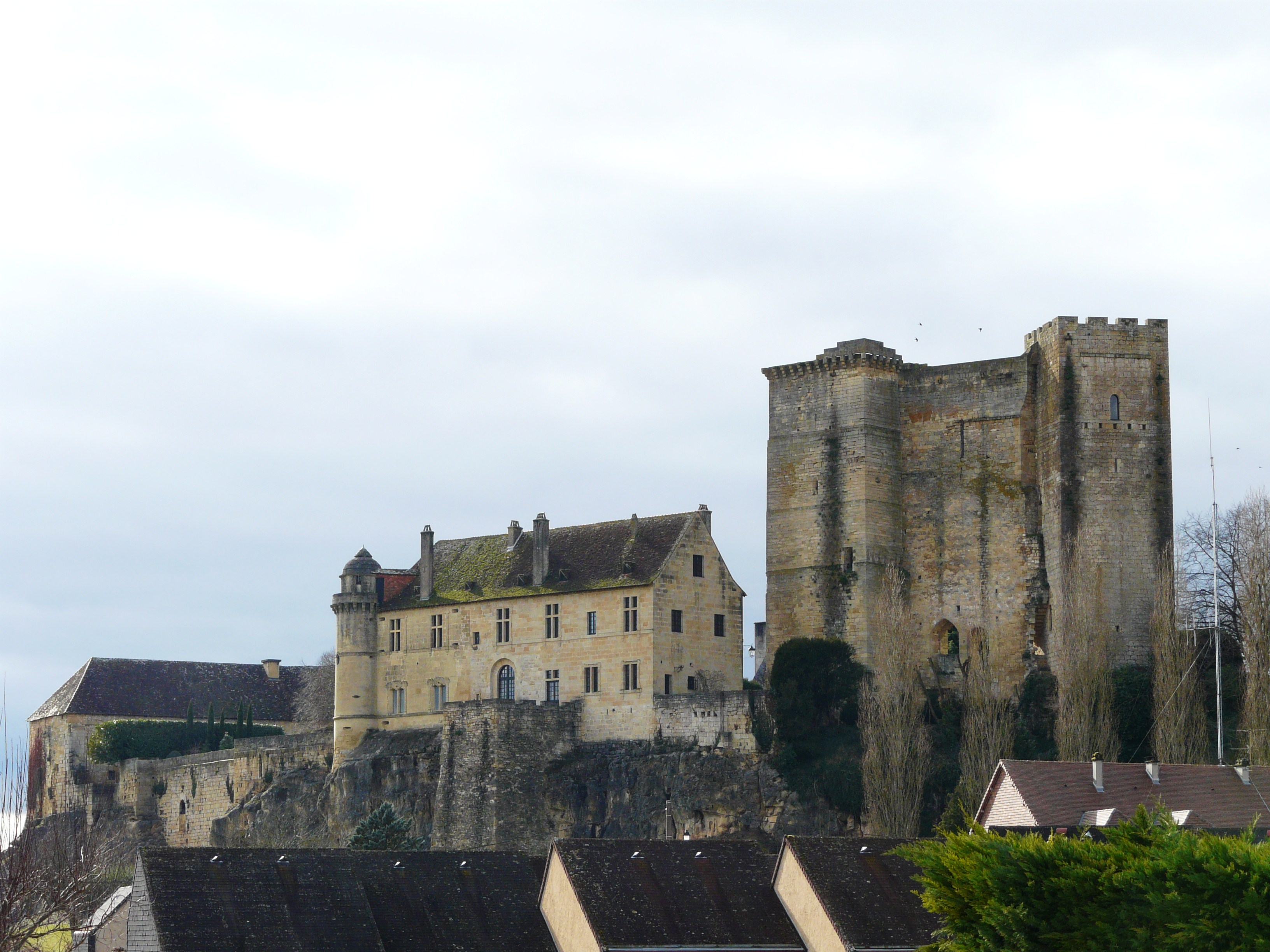
O castelo d'Excideuil foi um dos principais monumentos do Limusino

???-886 : Fulco I de Limoges (n.830)-(†886). Foi pai de três filhos: Hildeberto de Limoges († 914), Visconde de Limoges; Ronaldo de Limoges, Visconde de Aubusson; Arquibaldo de Limoges, Visconde de Comborn. Com seu filho Hildeberto teve início o Viscondado de Limoges.
886-914 : Hildeberto de Limoges (n.850)-(† avt 914), fiel a Carlos, o Calvo, foi o primeiro visconde atestado documentalmente
°°Casou-se com Adeltrude de Aurillac, aparentado à  mãe de Geraldo de Aurillac.
???-??? : Fulcro I de Limoges (n.885)
°°Casou-se com Cristina
914-943 : Hildegardo de Limoges (†945), filho de Hildeberto de Limoges
°°Casou-se com Teutberga de Bourges, filha de Geraldo de Bouges
943-988 : Geraldo de Limoges (†988), filho de Hildegardo de Limoges
°°Casou-se com Rotilda de Rochechouart, ou Rotilda de Brosse, filha de Ademar de Brosse e Melisenda e tiveram vários filhos: O primeiro deles Guido I de Limoges, sucedeu-o em Limoges; seu quarto filho, Américo, dito Ostofrancus, é considerado como o divisor dos  viscondes de Rochechouart, um outro filho, Geraldo de Argenton foi quem deu origem aos viscondes de Brosse; a filha, Adelmodie de Limoges, casou-se com Adalberto I de la Marche, conde de la Marche e de Périgord; o outro filho Bosão, o Velho, foi conde de la Marche e de Périgord; a filha Ema de Limoges, foi condessa de Périgord; e uma outra Adelmodie de Limoges casou-se com Guilherme III "o Grande", conte de Poitou e duque da Aquitânia, filho de Guilherme II, Braço de Ferro, conte de Poitou e duque da Aquitânia e Ema de Blois.
988-1025 : Guido I de Limoges (†1025), filho de Geraldo deLimoges
°°Casou-se com Ema de Ségur, filha de Ademar de Ségur, visconde de Ségur
1025-1036 : Ademar I de Limoges (†12/10/1036), dito "o Gago", filho de Guido I de Limoges
°°Casou-se com Senegunda de Aulnay, filha de Cadelão III de Aulnay, visconde de Aulnay
1036-1048 : Guido II de Limoges (†após1067), filho de Ademar I de Limoges
1048-1090 : Ademar II de Limoges (1023-1090), irmão de Guido II de Limoges
°°Casou-se com Humberga de Angouleme (ou Humberga de Périgord, pertencente (talvez) à  Família contal de Périgord)
1090-1139 : Ademar III de Limoges (†1139), cognominado "o Barbudo", filho de Ademar II de Limoges
°°Casou-se com Maria de Cars ou com Graille Taillefer, Condessa de Angoulême. Foram pais de Ema de Limoges (n.1118), casada com Guilherme X de Poitiers, cognominado  "de Toulouse", duque da Aquitãnia, conde de Poitiers, filho de  Guilherme IX de Poitiers "o Trovador", duque de Aquitânia, conde de Poitiers em Ermengarda de Anjou; depois, em 1123, ema casou-se com Guilherme IV "Taillefer", conde de Angoulême, filho de Vulgrino II "Taillefer" conde de Angoulême e Pôncia de la Marche.
1090-1114 : Guido III de Limoges (†1114), filho de Ademar III de Limoges

## Casa de Comborn

coticé d'or et de gueules

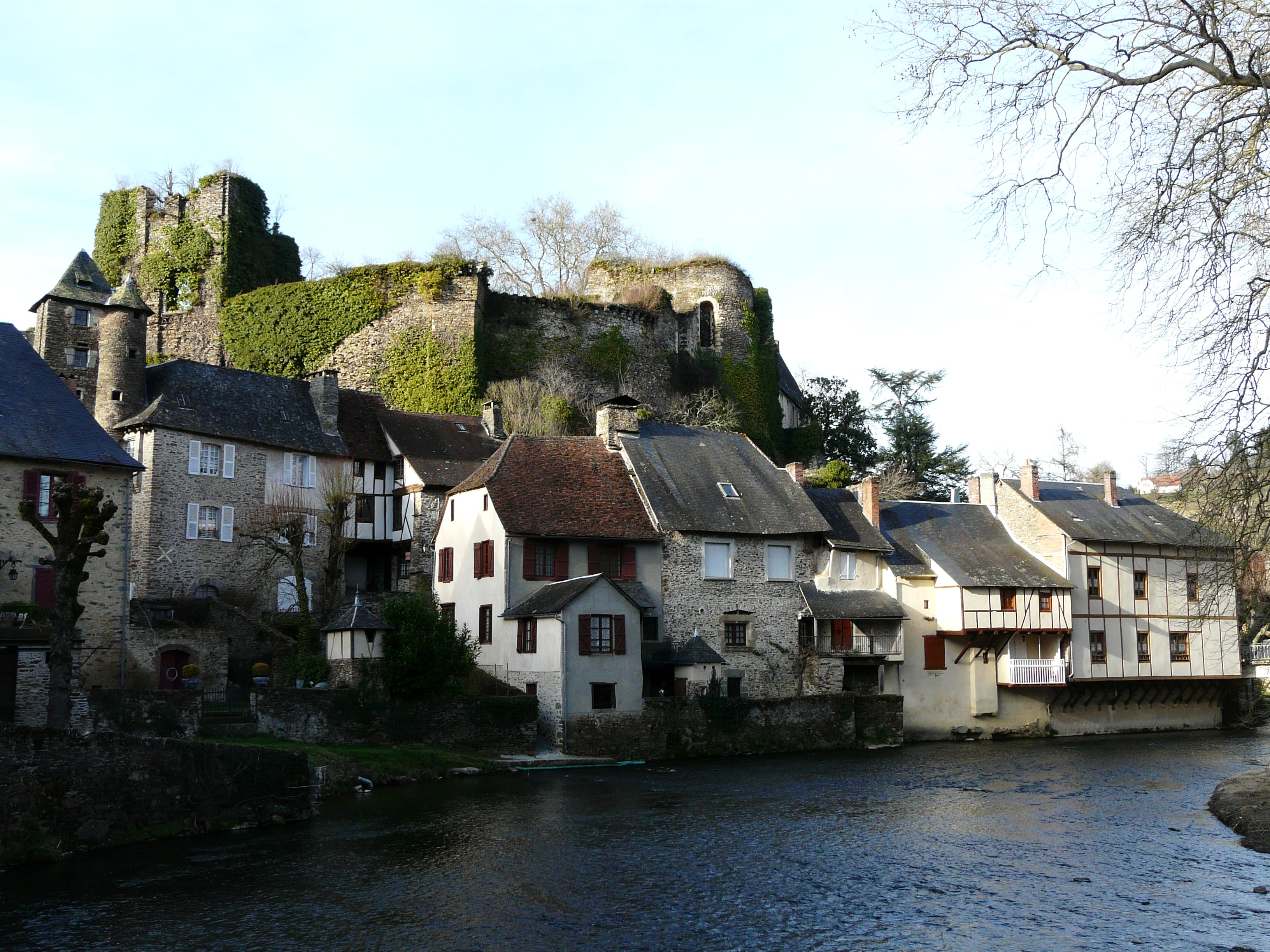
O castelo de Ségur foi, a partir do século XV, a principal residência dos viscondes do Limoges

1139-1148 : Guido IV de Comborn, Arquibaldo IV, visconde de Comborn, e de Brunissenda de Limoges, filha de Ademar III de Limoges
°°Casou-se com a Marquesa de La Marche (sem descendentes)
1139-1148 : Ademar IV de Comborn (†1148), irmão de Guido IV de Comborn, era filho de Arquibaldo IV de Comborn e Humberga de Limoges.
°°Casou-se com Graule Taillefer e tiveram duas filhas: Umberga de Limoges, Condessa de La Marche; Ema de Limoges
Depois ele casou-se com a condessa Margarida de Turenne (1143-1173), filha de Raimundo I, visconde de Turenne
, e foram pais de Ademar V de Comborn
1148-1199 : Ademar V de Comborn, cognominado Bosão, (†1199), filho de Ademar IV de Comborn. Visconde de Limoges, visconde de Ventadour 1148-1199
°°Casou-se com Sara da Cornualha (1158-†23 de novembro de 1216), filha de Reinaldo de Dunstanville, conde da Cornualha, (†1216).
1199-1229 : Guido V de Comborn (†29 de março de 1229), filho de Ademar V de Comborn
°°Casou-se com Ermengarda
1229-1263 : Guido VI de Comborn (†1263), filho do anterior
°°Casou-se com Margarida da Borgonha (v.1239-†27 de outubro de 1277), filha de Hugo IV, duque da Borgonha
1263-1290 : Maria de Comborn (1260-†1290), filha do anterior
°°Casou-se com Artur II da Bretanha (1262-†1312), filho de João II, duque da Bretanha

## Casa de Dreux-Bretanha

Brasão de Armas dos viscondes de Limoges

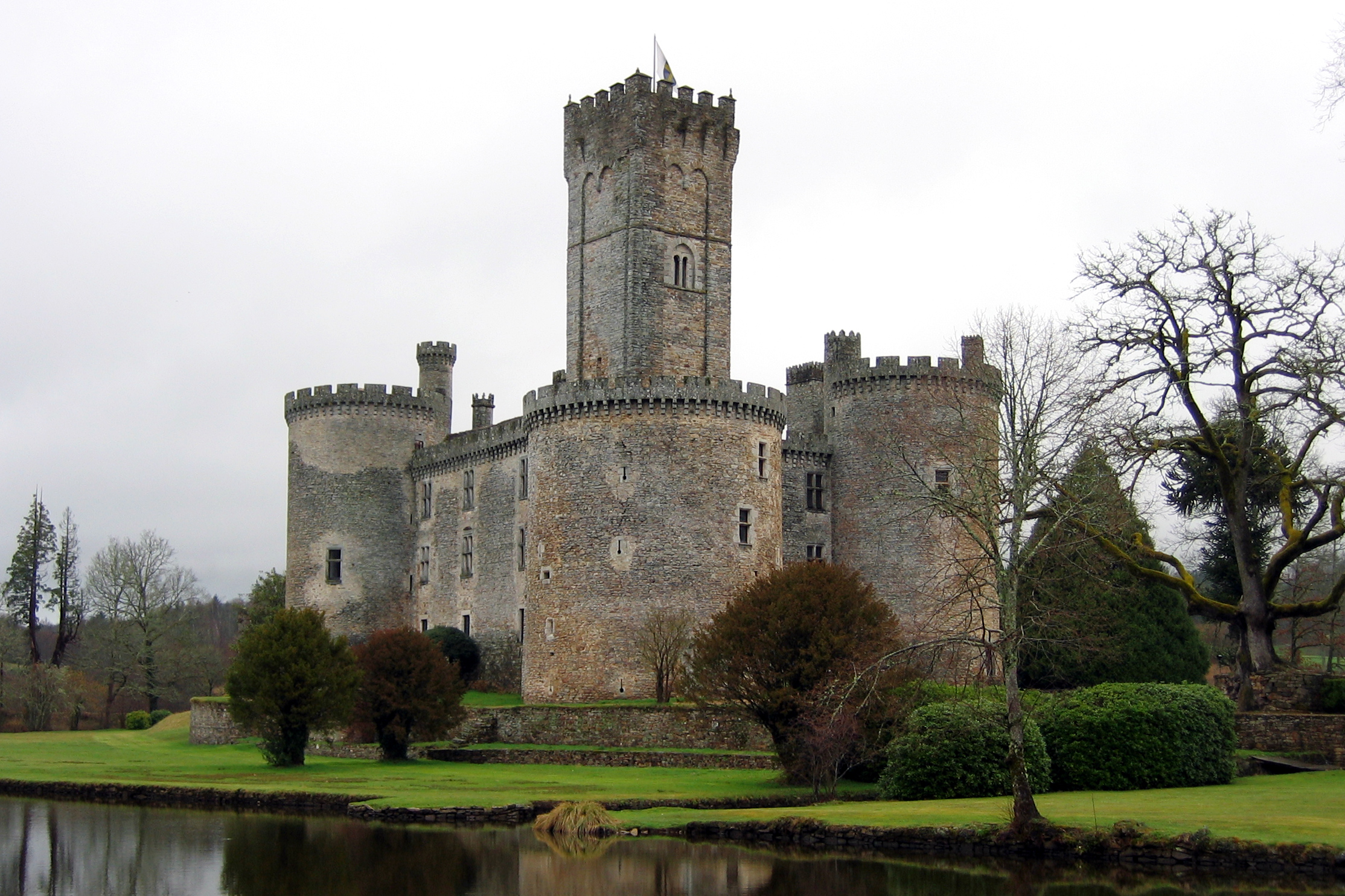
O castelo de Montbrun é um dos principais monumentos de Haute-Vienne, no Limoges

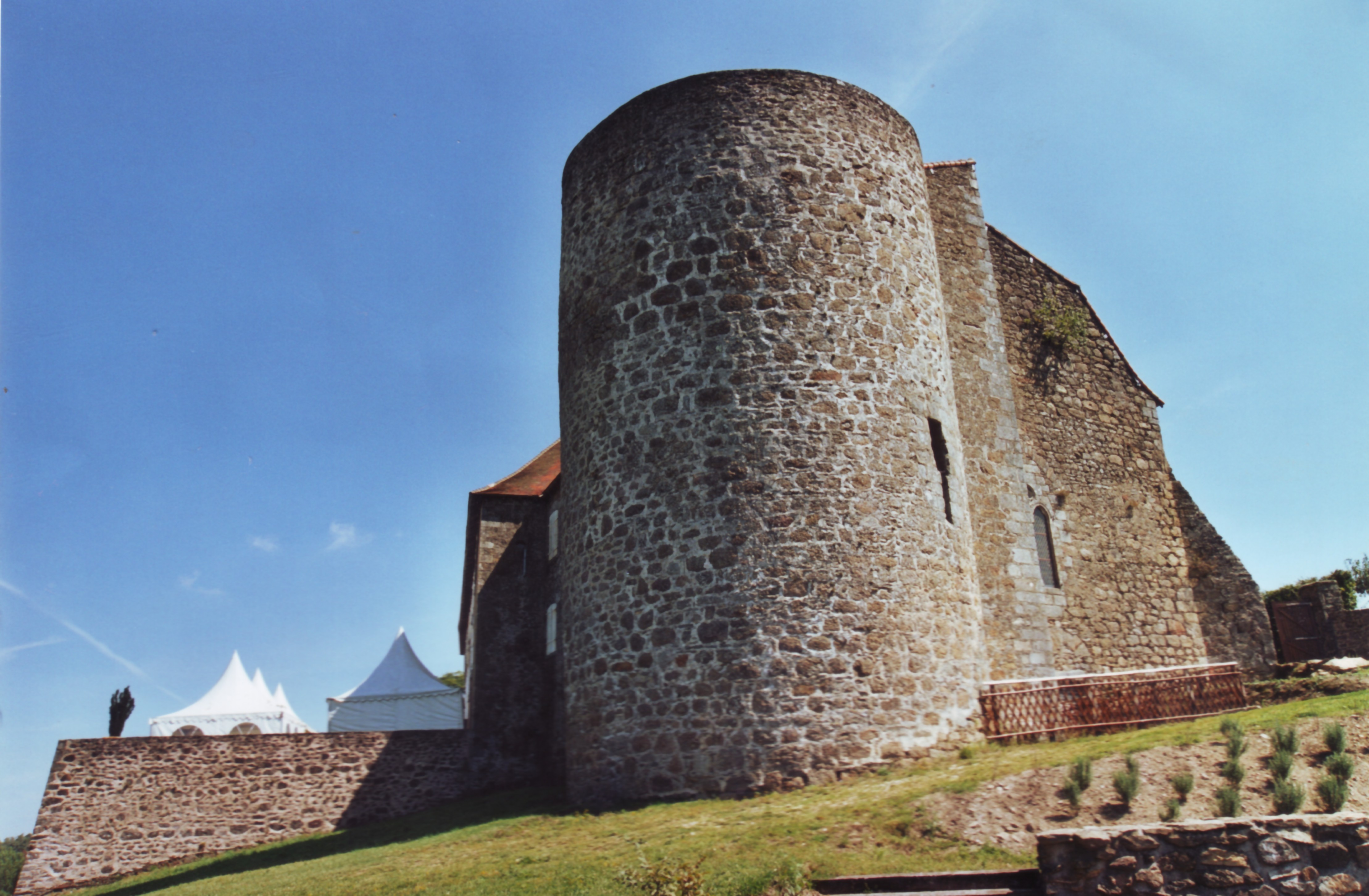

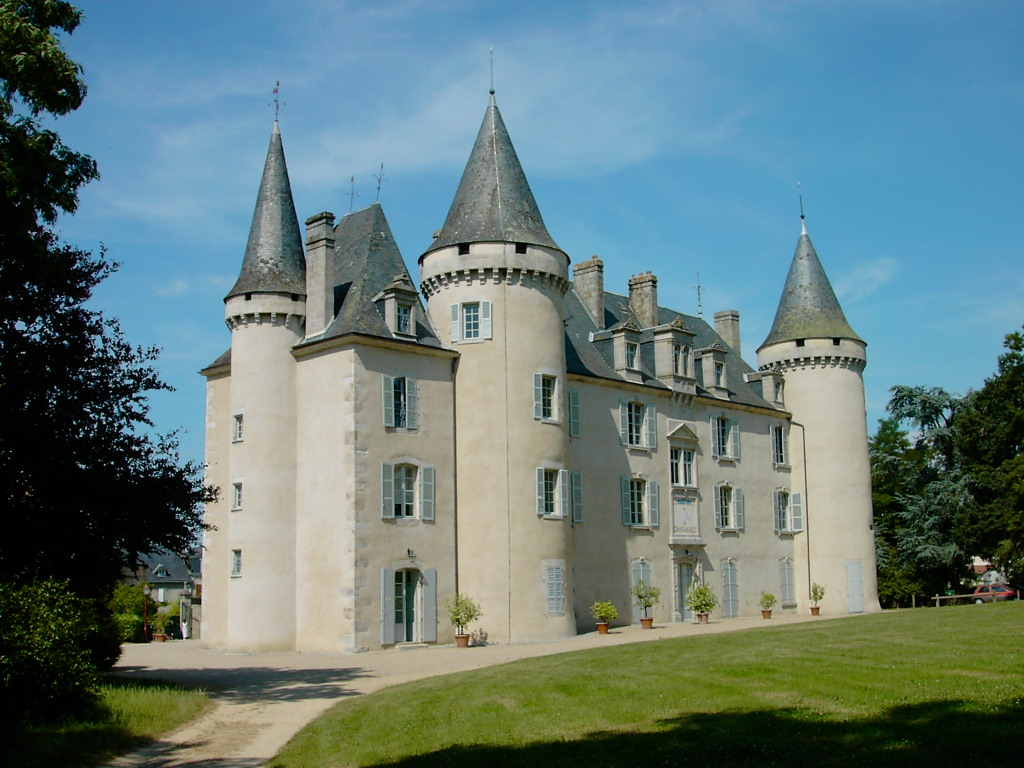

1290-1301 : Artur II da Bretanha (1262-†1312), conde de Richmond, depois duque da Bretanha e conde de Penthièvre (1305-1312)
°°Casou-se em 1277 com Maria de Comborn  (m.1291), viscondessa de Limoges, filha de Guido VI de Comborn, visconde de Limoges.
°°Casou-se, depois, em 1292 com Iolanda de Dreux (m.1322), condessa de Montfort-L'Amaury, filha de Roberto IV, conde de Dreux.
Do segundo casamento foram seis filhos e do pimeiro casamento 3, que foram: João III da Bretanha; Guido VII de Penthièvre; Pedro de Penthièvre (n.1289-m1312), senhor de Avesnes, casado com Joana de Penthièvre (m.1327), senhora de Morgon, senhora de L'Aigle.
1301-1314 : João III da Bretanha (1287-†1331), cognominado o Bom, duque da Bretanha e conde de Richmond, filho de Artur II  e de Maria de Limoges.
°°Casado em 1297 com Isabel de Valois (m.1309), filha de Carlos I de Valois,  conde de Valois.
°°Casou-se em 1310 com Isabela de Castela (m.1328), filha de Sancho IV de Castela, rei de Castela.
°°Casou-se em 1329 com Joana de Saboia (m.1344), filha de Eduardo, conde de Saboia.
1314-1317 : Guido VII de Penthièvre (n.1287), foi visconde de Limoges, conde de Penthièvre e senhor de Mayenne 1291-1331. Segundo filho de Arthur II e Maria de Limoges, irmão de João III.
°°Casado em 1318 com Joana de Avaugour (m.1327), senhora de Morgon, senhora de L'Aigle, filha de Henrique IV, conde de Penthièvre.
1317-1331 : João III da Bretanha (1287-†1331), duque da Bretanha, filho de Arthur II e de Maria de Limoges.
1331-1384 : Joana de Penthièvre, a Coxa (1319-†1384), (1319–10 de setembro de 1384), condessa de Penthièvre, viscondessa de Limoges 1331-1384, co-duquesa 1341-1364 e de depois duquesa da Bretanha 1364-1384, filha de Guido VII de Penthièvre (1287-1331), conde de Penthièvre e de Joana de Avaugour (1300-1327), condessa de Goëllo.
°°Casou-se em 4 de junho de 1337 com Carlos de Blois (1319-†1364), co-duque da Bretanha. Carlos, cognominado o Bem-aventurado ou o Santo, era filho de Guido I de Châtillon (1290-1342), conde de Blois e de Margarida de Valois  (1295-1342),  filha do conde  Carlos de Valois (12 de março de 1270 - 16 de dezembro de 1325) e assim irmã do rei Filipe IV, "o Afortunado" (1293 - 22 de agosto 1350.

## Casa de Blois-Châtillon
1384-1404 : João I de Châtillon (1340-†1404), conde de Penthièvre, visconde de Limoges. Filho dos anteriores
°°Casou-se com Margarida de Clisson, senhora de Champtoceau
1404-1456 : Guilherme de Châtillon (1400-†1456), filho do anterior
°°Casou-se com Isabel de La Tour de Auvergne
1456-1481 : Francisca de Châtillon (†1481), filha do anterior
°°Casou-se com Alain de Albret (1440-†1522)

## Casa de Albret
1481-1516 : João III de Albret, rei de Navarra, filho dos anteriores
°°Casou-se com Catarina I de Navarra
1516-1555 : Henrique de Albret, filho do anterior.
°°Casou-se com Margarida de França (1492-1549)
1555-1572 : Joana de Albret, filha do anterior.
°°Casou-se com Antônio de Bourbon

## Casa de Bourbon
1572-1610 : Henrique III, rei de Navarra, rei de França em 1589.
O viscondato de Limoges foi anexado à coroa Francesa, ao domínio real no momento de ascensão ao trono francês de Henrique III de Navarra. O Viscondato foi então desmembrado e se tornou um apanágio para os descendentes consanguíneos.
1773-1776 : Carlos, conde de Artois. O Viscondato é removido de seu apanágio em 1776.
Em 1661, Luís XIV, acorda com  Francisco de Rochechouart (1611-1696), conde de Chandenier, e seus descendentes, o direito de portar o título de conde de Limoges - mas não o de  visconde pois este foi agregado  ao domínio real depois seu avô.
- Lista dos viscondes de Rochechouart

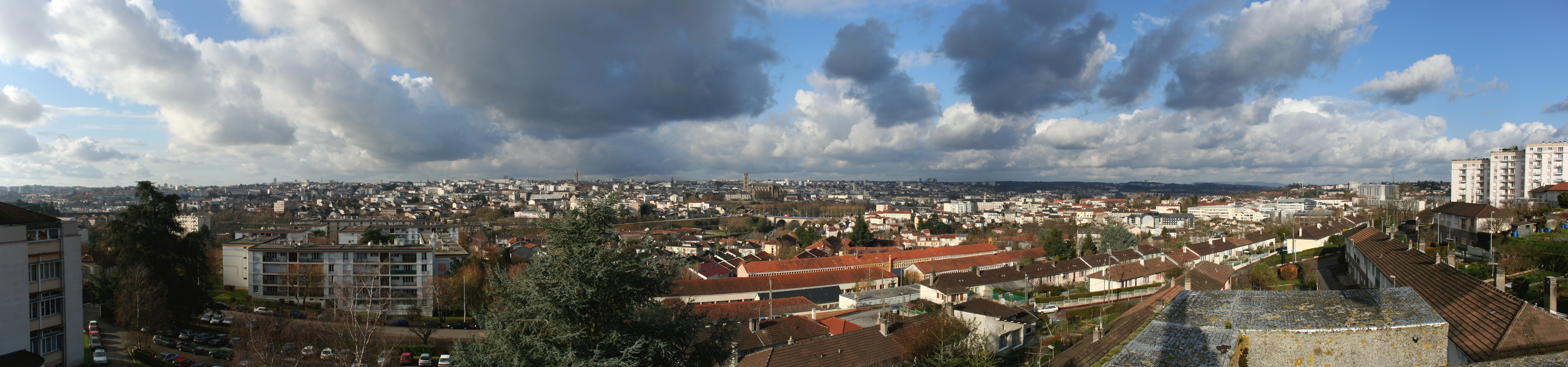
Vista panorâmica da Limoges, atualmente

## Possessões daCasa de Limoges
As antigas possessões de propriedade dos descendentes da Casa de LimogesPredefinição:Précision nécessaire de Fulcro de Limoges sont:
Haute-Vienne: Limoges, Rochechouart, Aixe-sur-Vienne, Bâtiment, Berneuil, Blond, Bonat, Boisseuil, Brigueil, Bussière-Boffy, Bussière-Galant, Châlus, Champagnac-la-Rivière, Champsac, Château-Chervix, Chéronnac,  Cieux, Clavieres, Cognac-la-Forêt, Coussac-Bonneval, Cussac, Dournazac, Eyjeaux, Fauvette, Flavignac, Glandon, Gorre, Javerdat,  La Chapelle-Montbrandeix, Ladignac-le-Long, Lavignac, Le Chalard, Les Cars, Les Salles-Lavauguyon,  Maisonnais-sur-Tardoire, Marafy, Maisonnais-sur-Tardoire, Marval, Mézières-sur-Issoire, Mortemart, Nouic, Oradour-sur-Glane, Oradour-sur-Vayres, Pageas, Pensol, Pierre-Buffière, Razé, Repaire, Rochebrune, Saint-Auvent, Saint-Bazile, Saint-Bonnet-Briance, Saint-Christophe, Saint-Gervais, Saint-Genest-sur-Roselle, Saint-Hilaire-Bonneval, Saint-Jean-Ligoure, Saint-Cyr, Saint-Laurent-sur-Gorre, Saint-Léger-la-Montagne, Saint-Mathieu, Saint-Paul, Saint-Victurnien, Saint-Yrieix-la-Perche, Sainte-Marie-de-Vaux, Vayres, Videix, Vigneau...; Aisne: Corbeny, La Ferté-Chevresis, Saint-Germain-les-Belles...; Allier: Bellenaves, Gayette...; Ariège: Lescure, Soulan...; Aube: Bréviandes, La Motte-Tilly, Maupas...; Charente: Bessac, Brigueil, Chabanais, Confolens, Montmoreau-Saint-Cybard, Montrollet, Saint-Christophe...; Charente-Maritime: Fontaine de Burlé, Tonnay-Charente...Cher: Ardé, Chârost, Cros, Fontmoreau, Ivoy-le-Pré, Jars, La Salle de Jançai, Lavaupot, Loisière, Mondon, Morogues, Rhodes, Sens-Beaujeu...; Corrèze:   Arnac-Pompadour, Ayen, Benayes, Beyssac, Beyssenac, Brignac-la-Plaine, Chamberet, Louignac, Lubersac, Masseret, Montgibaud, Objat, Perpezac-le-Blanc, Saint-Aulaire, Saint-Cyprien, Saint-Éloy-les-Tuileries, Saint-Julien-le-Vendômois, Saint-Martin-Sepert, Saint-Pardoux-Corbier, Saint-Robert, Saint-Sornin-Lavolps, Segonzac, Ségur-le-Château, Vars-sur-Roseix, Yssandon...; Côte d'Or: Arconçay, Arc-sur-Tille, Brognon, Chazeuil, Dussac, Marey, Selongey; Creuse: Azat-Châtenet, Boussac, Bridiers, Saint-Étienne-de-Fursac...; Dordogne: Abjat-sur-Bandiat, Angoisse, Anlhiac, Atur, Augignac, Bassillac, Beauregard-de-Terrasson, Blis-et-Born, Boulazac, Châtres, Chavagnac, Clermont-d'Excideuil, Coly, Condat-sur-Vézère, Connezac,  Corgnac-sur-l'Isle, Excideuil, Eyliac, Eyzerac, Fougeyrolles, Génis, Grèzes, Hautefaye, Javerlhac, La Cosière en Périgord, La Douze, La Bachellerie, La Cassagne, La Dornac, La Feuillade, Lanouaille, Le Bourdeix, Le Lardin-Saint-Lazare, Lempzours, Lussas-et-Nontronneau, Marsaneix, Milhac-d'Auberoche, Nanthiat, Nantheuil, Nontron, Notre-Dame-de-Sanilhac, Payzac, Pazayac, Peyrignac, Preyssac-d'Excideuil, Saint-Antoine-d'Auberoche, Saint-Crépin-d'Auberoche, Saint-Cyr-les-Champagnes, Saint-Estèphe, Saint-Front-sur-Nizonne, Saint-Germain-des-Prés, Saint-Geyrac, Saint-Jean-de-Côle, Saint-Jory-las-Bloux, Saint-Laurent-sur-Manoire, Sainte-Marie-de-Chignac, Saint-Martial-d'Albarède, Saint-Martial-de-Valette, Saint-Martin-de-Fressengeas, Saint-Martin-le-Pin, Saint-Médard-d'Excideuil, Saint-Mesmin, Saint-Pantaly-d'Excideuil, Saint-Pierre-de-Chignac, Saint-Pierre-de-Côle, Saint-Rabier, Saint-Raphaël, Saint-Romain-et-Saint-Clément, Saint-Sulpice-d'Excideuil, Sainte-Trie, Salagnac, Sarlande, Sarrazac, Savignac-Lédrier, Sceau-Saint-Angel, Terrasson-Lavilledieu, Teyjat, Thiviers, Vaunac, Vieux-Mareuil, Villac...; Essonne: Saint-Cyr-la-Rivière...; Haute-Garonne: Aureville, Barbazan, Clermont-le-Fort, Goyrans, Laborthe-sur-Lèze, Montclar-Lauragais, Pompiac...; Gers: Montégut, Plieux...; Gironde: Belin...; Loire-Atlantique: Château-Thébaud, Fercé, Saint-Julien-de-Concelles, Montrelais, Quehillac, La Sénéchallière, Vieillevigne...; Loiret: Châtillon-le-Roi, Coulmiers, Germigny-des-Prés, Isy, La Brosse, Loury, Mareau-aux-Prés, Nancray-sur-Rimarde, Montpipeau, Saint-Ay...; Indre: château de Brosse, Saint-Benoît-du-Sault Le Bouchet, Migné, Saulnay...; Lot: Gramat...; Mayenne: Entrammes, ...; Nièvre: Dampierre-sous-Bouhy, Corbigny, Moulins-Engilbert, Saint-Amand-en-Puisaye, Saint-Péreuse, Saint-Vérain, Vauchisson...; Oise: Blicourt, Marseille-en-Beauvaisis...; Puy de Dôme: Artonne, Bessac, La Tour-d'Auvergne, Montpeyroux, Ravel...; Saône et Loire: Bellevesvre, Couches, Layé... Seine-Maritime: [Fricourt], la Motte, ...;Seine-et-Marne: Bray-sur-Seine, Everly, Moigneville, Soissy sous Etiole, Trilbardou, Meaux...; Somme: Marseilles, ...; Tarn-et-Garonne: Bruniquel, Faudoas...; Deux-Sèvres: Champdeniers, Gascougnolles, Le Bourdet, Limalonges, Mauzé, Vouillé...; Vendée: Montaigu...; Vienne: Abzac, Availles, Brion, Chanail, Château-Larcher, Cercigné, Isle-Dieu, Dieuné, Lussac-les-Châteaux, Isle-Jourdain, Vienne, Vernières Vivonne...; Yonne: Malvoisine...; Val d'Oise: Chars...